# Karamuru vorax
Karamuru Vorax é uma espécie de arcossauro carnívoro, que viveu durante o Triássico Médio e foi encontrado na Formação Santa Maria. Foi coletado próximo à cidade de Candelária em 2000. Um animal muito parecido, foi coletado na cidade de São Pedro do Sul, o Tecodonte Prestosuchus chiniquensis, pelo paleontólogo Friedrich Von Huene, em 1938. Existe alguma incerteza sobre a data de publicação e autores, como observado por Langer et al. (2007), Kischlat (2000) registra como tendo sido publicado pela Kischlat e Barberena, sem ano. Mais tarde, Schultz e Langer considerou ser um sinônimo do Prestosuchus.
Karamuru teria sido um animal carnívoro, que podia chegar aos 7 metros de comprimento e pesar 700 kg.
O nome se relacionado com a história de Diogo Álvares Correia, um colono chamado de Caramuru pela tribo Tupinambá.